# Margiana
Margiana (llatí Margiana, grec: Μαργιανή, i en persa antic Margu o Marguš) fou una satrapia sassànida i després selèucida.
Era una de les dues satrapies menors que formaven la satrapia de Bactriana, que al seu torn, junt amb altres, formava la gran satrapia de Bactriana. Sota domini àrab, el país fou conegut com a Khorasan. Tenia a l'oest Hircània, al nord l'Oxus i Escítia; a l'est Bactriana i al sud l'Ariana. El riu principal n'és el Margus, del qual deriva el nom el país, que és el modern Murghab.
L'oasi sobre el qual estava centrada també es deia Marguš (Murḡāb) i és la moderna Merv al Turkmenistan. Els pobles principals que vivien al país eren els derbiccae o derbices (que vivien al nord, prop de la desembocadura de l'Oxus), els massagetae (massàgetes), els parni (parns) i els daae (daes), que vivien al sud, propers a la mar Càspia; i els tapurs (tapuri) i mardes o amardis (mardi). Les ciutats principals en foren Antioquia Margiana (probablement Merv), Nisaea o Nesaea, Ariaca i Jasonion o Jasonium.